# Menezes Pimentel

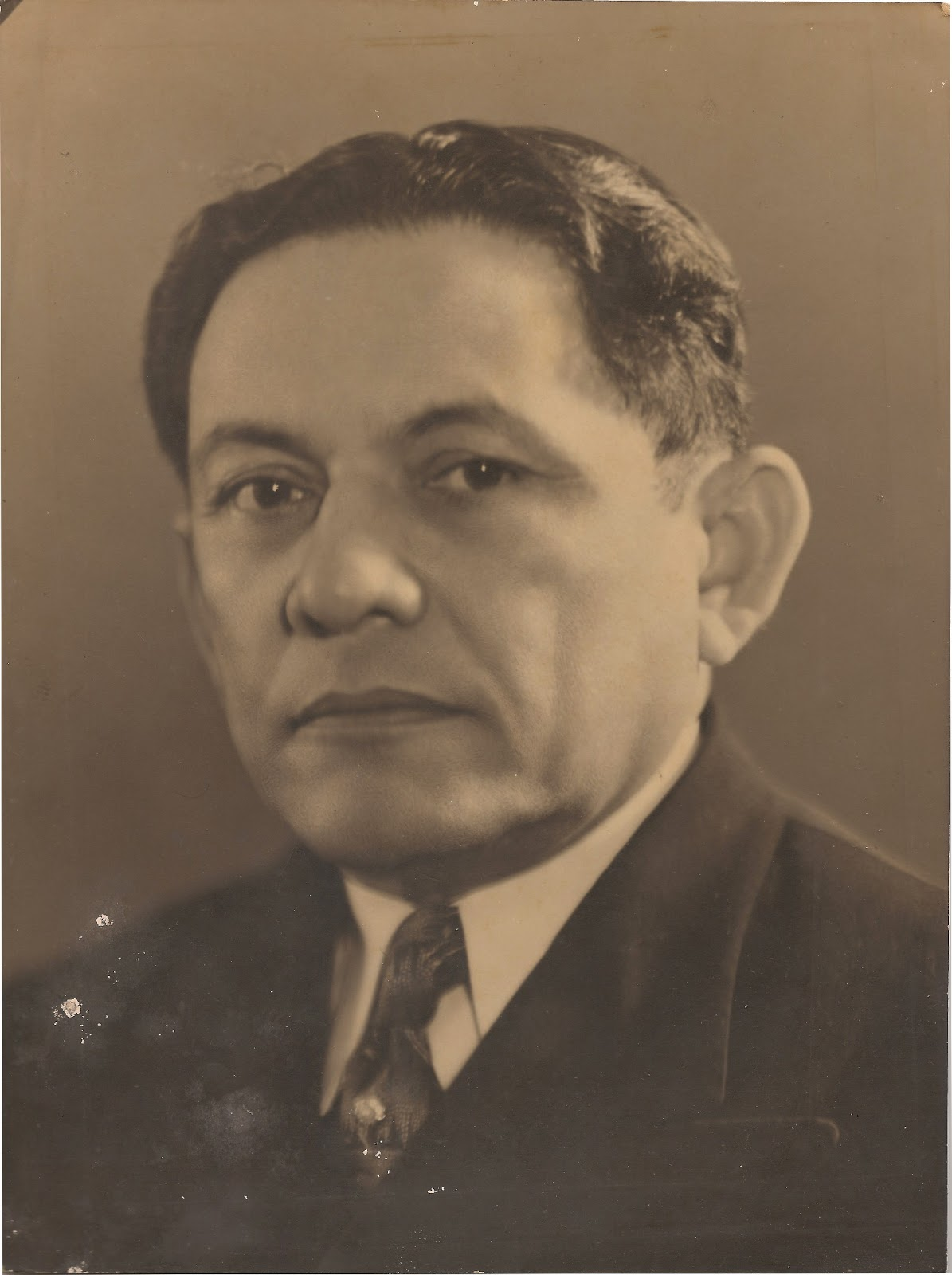
Menezes Pimentel

Francisco de Menezes Pimentel (* 12. September 1887 in Santa Quitéria, Ceará; † 19. Mai 1973 in Rio de Janeiro) war ein brasilianischer Politiker, der unter anderem zwischen 1955 und 1956 Justiz- und Innenminister war.

## Leben
Francisco de Menezes Pimentel besuchte das Colégio São Luiz in Santa Quitéria sowie das Liceu do Ceará. 1907 gehörte er zu den Gründern des Ginásio São Luis in Pacoti. Er war danach von 1907 bis 1946 als Direktor und Lehrer am Colégio São Luiz in Santa Quitéria tätig und absolvierte daneben ein Studium an einer Juristischen Fakultät der Academia Livre de Direito do Ceará und sschloss dieses 1914 mit einem Bachelor der Rechts- und Sozialwissenschaften (Bacharel em Ciências Jurídicas e Sociais) ab. Im Anschluss begann er eine Tätigkeit als Rechtsanwalt in Fortaleza und übernahm 1918 eine Professur am Lehrstuhl für Römisches Recht der Academia Livre de Direito do Ceará, deren Dekan er von 1921 bis 1935 war. 1928 wurde er zudem Mitglied der Legislativversammlung von Ceará (Assembleia Legislativa) und gehörte dieser bis 1932 an. Im Anschluss war er von 1932 und 1933 Richter am Regionalen Wahlgericht (Tribunal Regional Eleitoral).
Am 25. Mai 1935 wurde Pimentel als Kandidat der Liberalen Allianz AL (Aliança Liberal) zum Gouverneur des Bundesstaates Ceará gewählt und löste daraufhin den bisherigen Bundesvertreter (Interventor Federal) Franklin Monteiro Gondim ab. Er blieb bis zum 10. November 1937 Gouverneur und fungierte im Anschluss zwischen dem 10. November 1937 und dem 28. Oktober 1945 selbst als Interventor Federal und damit bis zu seiner Ablösung durch Beni Carvalho weiterhin de Facto als Gouverneur von Ceará. Danach war er zwischen 1946 und 1950 Vizegouverneur von Ceará. Am 11. März 1951 wurde er für die Sozialdemokratische Partei PSD (Partido Social Democrático) erstmals Mitglied der Abgeordnetenkammer (Câmara dos Deputados) und gehörte dieser nach seiner Wiederwahl 1954 als Vertreter des Bundesstaates Ceará bis 1958 an. Er war sowohl Präsident des Vorstands der PSD in Ceará als auch Mitglied des Nationalen Vorstandes der PSD.
Am 11. November 1955 übernahm Menezes Pimentel in der Regierung von Staatspräsident Nereu Ramos Justiz- und Innenminister (Ministro da Justiça e Negócios Interiores)	und bekleidete dieses Ministeramt bis zum Ende der Amtszeit von Ramos am 31. Januar 1956. Nach seinem Ausscheiden aus der Regierung fungierte er in der Abgeordnetenkammer zwischen 1956 und 1957 als Vorsitzender des Ständigen Ausschusses für Bildung und Kultur. Aufgrund seines Gesundheitszustandes ruhte vom 4. Februar bis zum 5. März 1957 sein Abgeordnetenmandat. 1959 wurde er Mitglied des Bundessenats (Senado Federal) und gehörte diesem nach seiner Wiederwahl 1967 als Vertreter von Ceará bis 1971 an. Während seiner Senatszugehörigkeit war er zwischen 1959 und 1967 Vorsitzender des Senatsausschusses für Bildung und Kultur sowie zuletzt von 1967 und 1971 Mitglied des Landwirtschaftsausschusses. Er war auch Mitglied der Academia Cearense de Letras (ACL). Nach seinem Tode wurde er auf dem Friedhof Cemitério São João Batista in Fortaleza beigesetzt.